# Župna crkva Presvetog Trojstva u Moravču
Župna crkva Presvetog Trojstva katolička je crkva koja se nalazi u zagrebačkoj četvrti Sesvete u naselju Moravče. Sagrađena je od 1814. godine. Kapela je zaštićeno kulturno dobro Republike Hrvatske. Crkva je posljednji put obnavljana 2013. i 2014. godine.

## Povijest i arhitektura
Gradnja današnje župne crkve započela je 1813. godine, a dovršena je u jesen 1814. Izgrađena je od kamena koji je prenesen iz Gore, a rukom rađena opeka, spajana s blatom i gašenim vapnom. Najvjerojatnije je sagrađena na mjestu gdje se ranije nalazila građevina iz 16. stoljeća. Crkva je jednobrodna, a orijentirana je u smjeru sjever-jug. Apsida svetišta je polukružno zaključena. Sakristija je dograđenom s istočne strane, a zvonik se izdiže u osi glavnog pročelja. Zabatno je pročelje oblikovano u tradiciji baroknog klasicizma. Na ulaznom kamenom portalu uklesana je godina gradnje:1814.
U crkvi se nalazi sačuvana propovijedaonica ukrašena rokoko motivima, klasicistička krstionica, tri neoklasična drvena oltara, crkveni inventar iz 19. stoljeća, te orgulje iz 1906. godine
Na glavnom se oltaru nalaze kipovi Presvetoga Trojstva i dva bočna kipa svetaca u nišama. Uz svetohranište se nalaze dva anđela. Na bočnim oltarima ispred svetišta nalaze se slike: na desnom Bezgrješnoga začeća, a na lijevom sv. Barbare.
Župna crkva čuva spomen na posljednje počivalište ilirca opata Ivana Krizmanića.
Ispred crkve nalaze se postaje križnoga puta.
- Prednje pročelje i ulaz
- Bočno pročelje
- Krov crkve
- Oltar
- Pogled prema izlazu i koru
- Pogled na svetište
- Glavni oltar
- Bočni oltar i propovjedaonica
- Bočni oltar
- Krstionica i križni put
- Kor i orgulje